# Hypseochloa
Hypseochloa es un género de plantas herbáceas de la familia de las poáceas. Es originario del oeste de África tropical. Comprende 2 especies descritas y aceptadas.

## Taxonomía
El género fue descrito por Charles Edward Hubbard y publicado en Bulletin of Miscellaneous Information Kew 1936(5): 300, f. 1. 1936. La especie tipo es: Hypseochloa cameroonensis C.E. Hubb.

## Especies aceptadas
A continuación se brinda un listado de las especies del género Hypseochloa aceptadas hasta julio de 2011, ordenadas alfabéticamente. Para cada una se indica el nombre binomial seguido del autor, abreviado según las convenciones y usos.
- Hypseochloa cameroonensis C.E. Hubb.
- Hypseochloa matengoensis C.E. Hubb.